# Льюїс (Айова)
Льюїс (англ. Lewis) — місто (англ. city) в США, в окрузі Кесс штату Айова. Населення — 357 осіб (2020).

## Географія
Льюїс розташований за координатами 41°18′23″ пн. ш. 95°5′3″ зх. д. / 41.30639° пн. ш. 95.08417° зх. д. (41.306493, -95.084283).  За даними Бюро перепису населення США в 2010 році місто мало площу 1,30 км², уся площа — суходіл.

## Демографія
Згідно з переписом 2010 року, у місті мешкали 433 особи в 183 домогосподарствах у складі 119 родин. Густота населення становила 334 особи/км².  Було 200 помешкань (154/км²).
Расовий склад населення:
| - 96,8 % — білих - 1,2 % — корінних американців |

До двох чи більше рас належало 1,8 %. Частка іспаномовних становила 1,4 % від усіх жителів.
За віковим діапазоном населення розподілялося таким чином: 23,1 % — особи молодші 18 років, 61,7 % — особи у віці 18—64 років, 15,2 % — особи у віці 65 років та старші. Медіана віку мешканця становила 45,8 року. На 100 осіб жіночої статі у місті припадало 101,4 чоловіків;  на 100 жінок у віці від 18 років та старших — 93,6 чоловіків також старших 18 років.
Середній дохід на одне домашнє господарство  становив 43 050 доларів США (медіана — 41 125), а середній дохід на одну сім'ю — 46 723 долари (медіана — 44 821). Медіана доходів становила 41 023 долари для чоловіків та 30 000 доларів для жінок. За межею бідності перебувало 17,2 % осіб, у тому числі 21,9 % дітей у віці до 18 років та 16,0 % осіб у віці 65 років та старших.
Цивільне працевлаштоване населення становило 234 особи. Основні галузі зайнятості: освіта, охорона здоров'я та соціальна допомога — 23,5 %, виробництво — 21,4 %, будівництво — 12,4 %, роздрібна торгівля — 10,3 %.